# خدرنق مخضوضر
خدرنق مخضوضر (الاسم العلمي: Cheiracanthium virescens) هو نوع من العنكبوتيات يتبع جنس الخدرنق من الفصيلة العناكب الكيسية.